# Brotherella herbacea
Brotherella herbacea là một loài rêu trong họ Sematophyllaceae. Loài này được Sakurai mô tả khoa học đầu tiên năm 1950.